# Scotland County (Missouri)
Scotland County is een county in de Amerikaanse staat Missouri.
De county heeft een landoppervlakte van 1.136 km² en telt 4.983 inwoners (volkstelling 2000). De hoofdplaats is Memphis.

## Bevolkingsontwikkeling

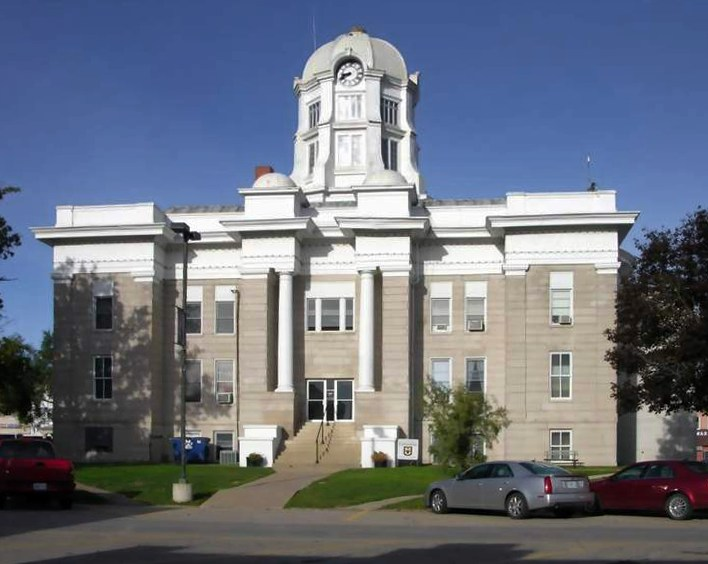
Scotland County Courthouse